# Jenny Jenssen
Jenny Jenssen (Bjerkvik, 22 febbraio 1964) è una cantante norvegese.

## Biografia
Jenny Jenssen ha avviato la sua carriera musicale negli anni '90 insieme al gruppo schlager Septimus, che l'ha accompagnata in molti dei suoi dischi. Nel 2003 ha firmato con la Showtime Records e ha pubblicato tre dischi in un anno, Pinadø, Blå rose e l'album natalizio Country jul, che in totale hanno venduto 60 000 copie. Pinadø è stato il suo primo ingresso nella classifica norvegese, dove ha raggiunto il 36º posto, superato da Country jul (35ª posizione) e, successivamente, da Frihet (27ª posizione nel 2006).
Nel 2007 la cantante ha partecipato al Melodi Grand Prix, il programma di selezione del rappresentante norvegese all'Eurovision Song Contest, con il brano De beste fra Jenny, senza però qualificarsi per la fase finale del programma. Ha ritentato la selezione eurovisiva nazionale nell'edizione del 2020 con Mr. Hello, ma non ha superato la semifinale.

## Discografia

### Album in studio
- 1996 – Min sang
- 1997 – Fri
- 1998 – Det e mannfolk nok
- 2001 – 12 rette
- 2003 – Pinadø
- 2003 – Blå rose
- 2003 – Country jul (con Heidi Hauge e Liv Marit Wedvik)
- 2004 – Jennys jul
- 2006 – Frihet
- 2010 – From Our Hearts (con Arne Benoni)
- 2017 – Cornelis och Damerna (con Hans-Erik Dyvik Husby)

### Raccolte
- 1999 – Våre aller, aller bæste
- 2007 – De beste fra Jenny
- 2011 – Det beste av det meste - Septimus 40 år (con Steinar Fjeld)

### Singoli
- 1995 – Trubaduren
- 2007 – Vil du ha svar?
- 2020 – Mr. Hello